# Народная немецкая самооборона

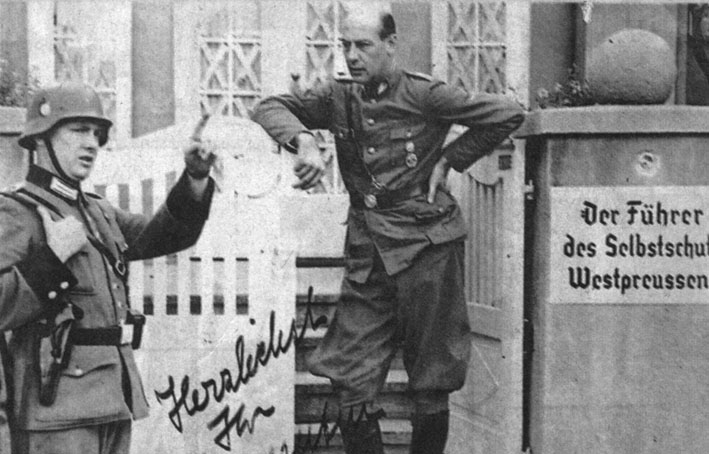
Людольф-Герман фон Альвенслебен, фюрер народной немецкой самозащиты в Западной Пруссии, Бромберг, 1939

Народная немецкая самооборона (нем. Volksdeutscher Selbstschutz) — военизированная организация. Сформирована во время Второй мировой войны из представителей этнических немцев в различных районах Восточной Европы.

## История

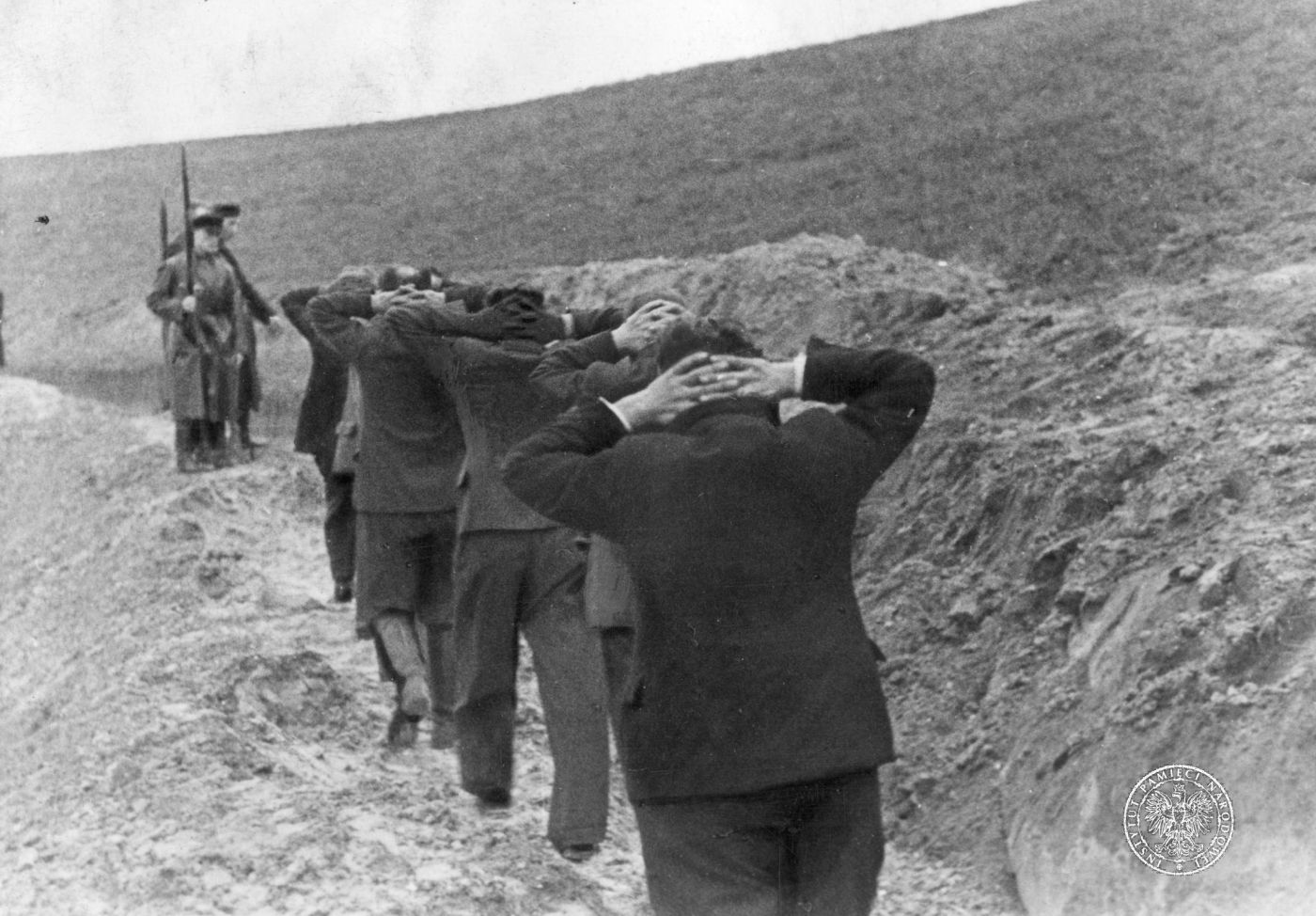
Польские учителя из Бромберга под конвоем народной немецкой самообороны следуют на казнь, 1 ноября 1939

Первоначально подразделения самообороны  находились на местном уровне в подчинении руководителей СС и полиции (SS- und Polizeiführer) и использовались в качестве вспомогательной силы для убийства десятков тысяч поляков, например, в операции «Танненберг» и чрезвычайной акции по умиротворению. В частности, подразделения самозащиты использовались также на территории рейхсгау Данциг-Западная Пруссия под руководством оберфюрера СС Людольфа-Германа фон Альвенслебена, в районе Люблина под эгидой лидера СС и полиции Одило Глобочника — для массовых казней и для охраны еврейских рабочих колонн.
Зимой 1941—1942 представители германской самообороны убили тысячи евреев на территории губернаторства Транснистрия, которые были депортированы туда по приказу Иона Антонеску.